# سیارک ۳۱۱۱
سیارک ۳۱۱۱ (به انگلیسی: 3111 Misuzu، نامگذاری:1977DX8) سه هزار و صد و یازدهمین سیارک کشف شده‌است که در ۱۹ فوریه ۱۹۷۷ کشف شد.
قدر مطلق سیارک برابر ۱۳٫۹۰ است.